# رهاب المنزل
الخوف من المنزل وأيضًا رهاب المنزل هو مصطلح يستخدم في الطب النفسي للإشارة إلى كره الأشياء المحيطة في المنزل، كما يمكن أيضًا استخدامها بشكل عام لتعني الخوف غير السوي من المنزل أو من محتوياته («الخوف من الأجهزة المنزلية والمعدات وأحواض الاستحمام والمواد الكيميائية المنزلية وغير ذلك من الأغراض الشائعة في المنزل»). والمصطلح مشتق من الكلمتين اليونانيتين oikos التي تعني منزلي أو منزل أو أسرة وphobia التي تعني «الخوف. . . غير المتناسب مع الخطر المتمثل واقعيًا».
في عام 1808، استعمل الشاعر والكاتب روبرت سوثي الكلمة لوصف الرغبة في مغادرة الوطن والسفر (لاسيما بين الإنجليز)، واستعان بهذا المعنى الذي استخدمه سوتي كمرادف لكلمة شهوة التجوال كتاب آخرون من القرن التاسع عشر.
في كتاب صدر عام 2004، كيّف الفيلسوف البريطاني المحافظ روجر سكروتون الكلمة لتعني «رفض التراث والوطن،» ويجادل قائلاً إنها «مرحلة يمر بها عقل المراهق بشكل طبيعي»، لكنها سمة لبعض الدوافع والأيديولوجيات السياسية - اليسارية عادة - وتترافق مع محبة الأجانب (تفضيل الثقافات الأجنبية).
هناك نوع أخر من الخوف من المنزل وهو الخوف من الوحدة في المنزل والسكون غالبا ما يكون بسبب تعرض المريض لحادث في منزل ما سبب له صدمه عصبيه شديده نتج عنها الخوف من المنزل أو اى منزل تتوافر فيه الشروط التي كانت محيطه بالحادث مثل الليل والنهار أو السكون أو الضوضاء أو أنسان معين أو موسيقى معينه

## الاستخدام في الطب النفسي
يستخدم الطب النفسي مصطلح رهاب المنزل للإشارة عادة إلى الخوف من الحيز المادي للمنزل من الداخل، ويرتبط بشكل خاص بالخوف من الأجهزة المنزلية والحمامات والأجهزة الكهربائية والأمور الأخرى الموجودة في المنزل والتي يلاحظ أنها قد تمثل خطرًا محتملاً. أو الخوف من الجن لذا يستعمل المصطلح بشكل سليم للخوف من الأشياء الموجودة داخل المنزل فقط، أما الخوف من المنزل نفسه فيشار إليه بكلمة رهاب السكن. وفي فترة ما بعد الحرب العالمية الثانية، استخدم بعض المعلقين المصطلح للإشارة إلى ما يفترض أنه «الخوف والنفور من أعمال المنزل» الذي شعرت به المرأة التي تعمل خارج المنزل واستهواها أسلوب الحياة الاستهلاكي.

## استعمال سوثي
استعمل سوثي المصطلح في خطابات من إنجلترا  (Letters from England) (عام 1808) وذكر أنه نتاج «حالة معينة من الحضارة أو الرفاهية» مشيرًا إلى عادة الأغنياء لزيارة المدن المترفة والمنتجعات الشاطئية الفاخرة في أشهر الصيف، كما ذكر أيضًا نوع السفر للاستمتاع بالمناظر الخلابة في مناطق الحياة البرية مثل مرتفعات اسكتلندا. ويتناول كتاب آخرون الربط الذي أقامه سوثي بين الخوف من الوطن والبحث عن التجارب الجديدة كما تم اقتباسه في المعاجم، نشر كاتب مقالاً عام 1829 عن تجربته كشاهد عيان على نتائج معركة واترلو قائلاً «إن حب السفر أمر طبيعي للغاية بالنسبة للرجل الإنجليزي الذي لا يمكن لشيء أن يقيده في وطنه إلا الاستحالة التامة للعيش في الخارج، ولكن لم تؤثر هذه الضرورة الملحة عليّ، واستسلمت لخوفي من الوطن وسافرت إلى بروكسل في صيف 1815.» وفي عام 1959، استخدمت الكاتبة الأنجلو المصرية بثينة عبد الحميد محمد مفهوم سوثي في كتابها الخوف من المنزل: أو جنون أدبي للتعلم من خلال السفر (A literary craze for education through travel).

## استعمال سكروتون
يستخدم سكروتون المصطلح كلفظة مضادة لرهاب الأجانب، وفي كتابه، روجر سكروتون: فيلسوف على شاطئ دوفر (Roger Scruton: Philosopher on Dover Beach)، يصف مارك دولي الخوف من الوطن بأنه متمركز في البنيان الأكاديمي الغربي على «كل من الثقافة العامة للغرب والمناهج التعليمية القديمة التي تسعى لنقل قيمها الإنسانية». وأخذت هذه النزعة في التطور مثل كتابات جاك ديريدا وميشيل فوكو «تهاجم المجتمع البرجوازي [مما] أسفر عن» معاداة للثقافة«والتي اتجهت مباشرة صوب الأمور المقدسة لتدينها وتنكرها باعتبارها جائرة ومستبدة.»

لدى ديريدا نوع كلاسيكي من الخوف من الوطن حيث إنه ينكر الشوق إلى الوطن الذي تحث عليه التقاليد اللاهوتية والقانونية والأدبية الغربية. . . . ويسعى الانفكاك الذي يراه ديريدا إلى غلق الطريق أمام «الشعور الجوهري» بالانتماء مفضلاً بدلاً من ذلك الوجود بلا جذور الذي يقوم على «لا شيء».
وقد وصف الكره البالغ للمقدسات ومنع اتصال المقدس بثقافة الغرب على أنه الدافع الخفي وراء الخوف من الوطن وليس استبدال المسيحية اليهودية بنظام اعتقاد مترابط آخر، ويبدو أن إشكالية الخوف من الوطن تكمن في أن أية معارضة موجهة للتقاليد اللاهوتية والثقافية الغربية يجب تشجيعها حتى لو كانت «محدودة بدرجة كبيرة وحصرية وأثنية وبطريركية.» كما وصف سكروتون «شكلاً مزمنًا من أشكال الخوف من الوطن [الذي] انتشر في الجامعات الأمريكية متخذًا هيئة الإصلاح السياسي.» 
تناول بعض المعلقين السياسيين الأمريكيين استعمال سكروتون للمصطلح للإشارة إلى ما يرونه رفضًا للثقافة الأمريكية التلقيدية من قِبل النخبة الليبرالية، وفي أغسطس من العام 2010، كتب جيمس تارانتو عمودًا في صحيفة وول ستريت (Wall Street Journal) بعنوان الخوف من الوطن، لماذا ترى النخبة الليبرالية الأمريكيين متمردين (Oikophobia, Why the liberal elite finds Americans revolting) انتقد فيه مؤيدي المركز الإسلامي في نيويورك المقترح بأن لديهم خوفًا من الوطن ويدافعون عن المسلمين الذي كان يقصدون «استغلال العمل الوحشي في 9/11».